# ピリダジン
ピリダジン（pyridazine）は、分子式 C4H4N2、分子量 80.09 の六員環構造をもつ複素環式芳香族化合物のアミンの一種である。ベンゼンの1,2位の炭素が窒素で置換されたもの。1,2-ジアザベンゼン(1,2-diazabenzene)とも。融点 -8℃、沸点 208℃ で、常温では無色または淡黄色の液体。CAS登録番号は[289-80-5]。
農薬などに用いられている。
異性体にピラジンとピリミジンがある。